# Ґнотовий замок

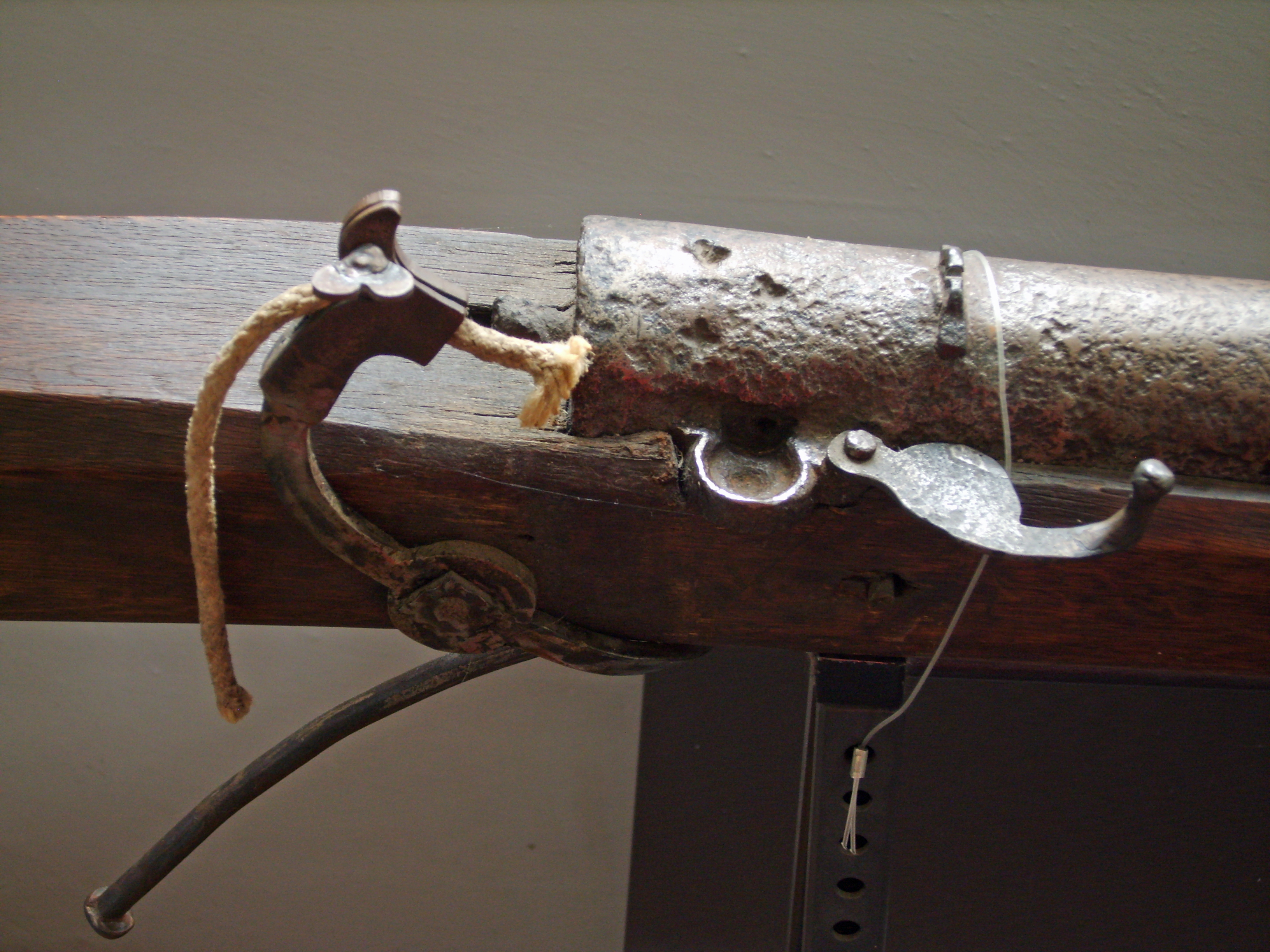
Ґнотовий серпентиновий замок рушниці XVI ст.

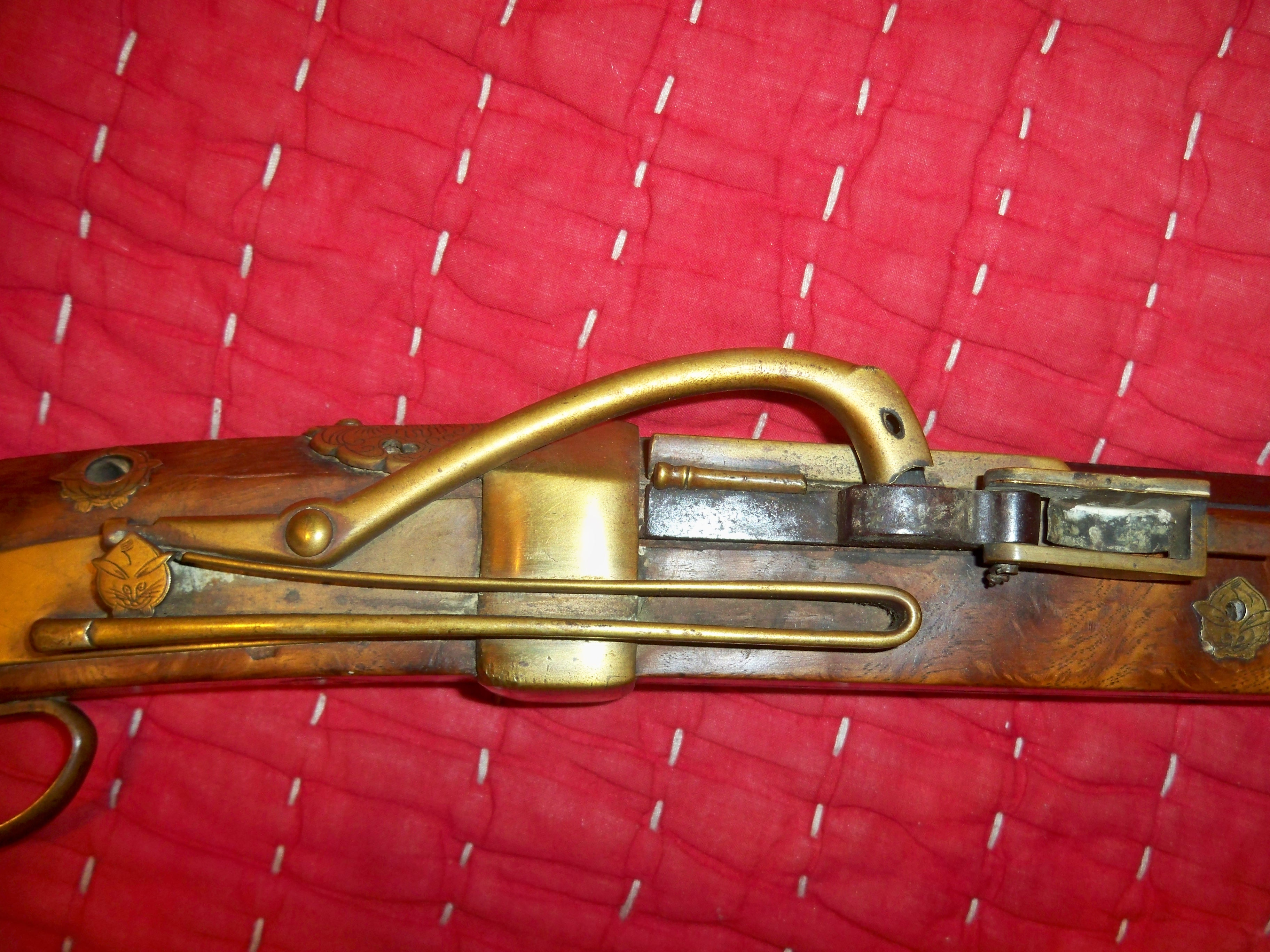
Клацаючий замок рушниці-танеґасіма

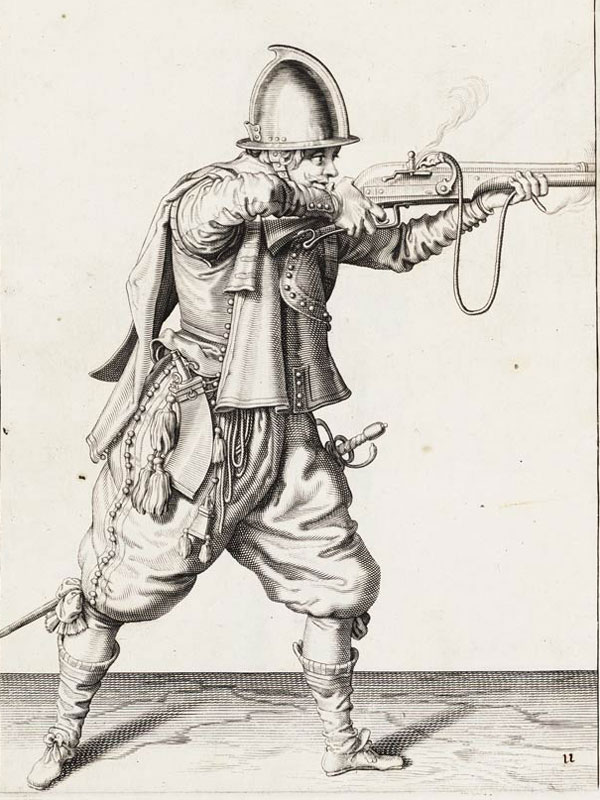
Стрільба з ґнотової рушниці

Ґнотови́й замок — вид рушничного замка, де запалювання заряду здійснюється за допомогою ґнота. Використовувався в ручній вогнепальній зброї (аркебузах, мушкетах, фузеях) у XV—XVII століттях.
Спочатку заряд запалювали вручну піднесенням до запалювального отвору тліючого ґнота або розпеченого прута. Такий спосіб мав суттєві недоліки: потрібно завжди тримати під рукою вогонь, мати для ґнота або прута вільну руку при стрільбі, а також те, що прут закривав собою приціл.

## Винахід ґнотового замка
Ґнотовий замок було винайдено приблизно в 1430 році, його поява зробила поводження з рушницею значно простішим. Основні відмінності будови нової зброї були такими: виник попередник сучасного спускового гачка — важіль-серпентин у формі літери S, розташований на ложі рушниці, за допомогою серпентину ґніт приводився в дію, що звільняло руку стрільця. Запалювальний отвір було перенесено в сторону, отже ґніт тепер не закривав ціль. Такий ранній тип ґнотового замка називається серпентиновим.
Ґнотовий замок невдовзі після появи був дещо вдосконалений, так з'явився клацаючий ґнотовий замок (англ. snap matchlock). Серпентину надали засувку, яка утримує його, і пружину, з'явилася порохова полиця для запалу, яка пізніше стала закриватися кришкою, існував також варіант ґнотових рушниць, у будові яких спусковий гачок був замінений на спускову кнопку. Недоліком механізму з пружиною було те, що при надто сильному ударі о полицю ґніт часто гаснув. Клацаючий замок використовувався в Європі приблизно з 1475 по 1640 р., а в Японії — з 1543 по бл. 1880 р. (японські рушниці з клацаючими ґнотовими замками відомі як «танеґасіма»). Такий само замок використовувався і на малайських аркебузах (істинґарах).
Запас ґнота мусили берегти від вологи (наприклад, ховаючи за пазухою або під капелюхом), а для прихованого носіння запалених ґнотів уночі існували спеціальні ґнотові трубки, зроблені з бляхи і споряджені отворами.
Головним недоліком ґнотових рушниць виявилася їх порівняно низька стійкість до вологи і вітру, порив якого міг здути натруску з полиці, до того ж стрільцю доводилося постійно мати доступ до відкритого вогню, а крім того, залишався після пострілу тліючий нагар в каналі ствола, який погрожував моментальним займанням при заряджанні пороху. Таким чином, заряджання ґнотової рушниці з порохівниці великою кількістю пороху ставало досить небезпечним, а тому з метою убезпечення стрільців від серйозних опіків були введені патронташі (берендейки), у яких були ємності, які містили меншу кількість димного пороху — рівно стільки, скільки необхідно для пострілу.
Винайдений на початку XVI століття колісцевий замок, однак, не витіснив ґнотовий зважаючи на свою складність і дорожнечу; і тільки винайдений слідом ударний замок до кінця XVII століття в основному витіснив ґнотовий. Проте, в деяких регіонах, наприклад, в Центральній Азії, ґнотові рушниці застосовувалися принаймні до кінця XIX століття.

## Галерея

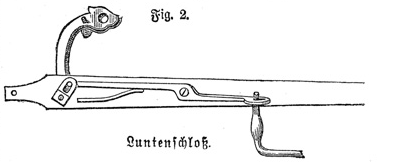
Клацаючий (чи пружинний) ґнотовий замок XVI ст.. Ґніт приводився в дію за допомогою важеля, який знаходиться на ложі рушниці, що звільняло руку.
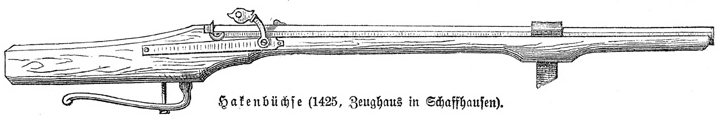
Аркебуза
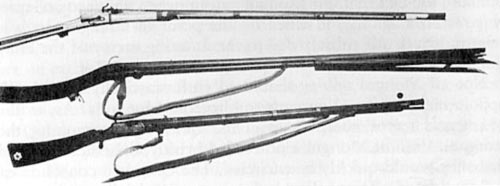
Ґнотова вогнепальна зброя, Китай періоду династії Мін (1368—1644)